# ائتلاف شباب الثورة
ائتلاف شباب الثورة هو ائتلاف سياسي لتمثيل «شباب الثورة»، تكون في ميدان التحرير يوم 25 يناير 2011. مشارك في ائتلاف الثورة مستمرة. وقرر الائتلاف حلّ نفسه بعد انتخابات الرئاسة المصرية 2012 يوم 8 يوليو 2012.

## العضوية
مكون من أعضاء يمثلون:
- حركة شباب من اجل العدالة والحرية «هنغيّر»
- شباب الإخوان المسلمون
- شباب 6 أبريل
- شباب الجمعية الوطنية للتغيير
- شباب حزب الكرامة[بحاجة لمصدر]
- شباب حزب الجبهة الديمقراطية[بحاجة لمصدر]
- شباب حزب التجمع[بحاجة لمصدر]
- شباب الاتحاد التقدمي[بحاجة لمصدر]
- شباب مستقلين
- مدونين وناشطين

## المتحدثين
المتحدثين باسم الائتلاف:
- زياد العليمي.[2]
- باسم كامل (سياسي)
- شادي الغزالي حرب
- خالد السيد
- عمرو صلاح
- مصطفى شوقي
- محمد عرفات
- محمد سالم
- أحمد ماهر
- محمود سامي
- إسلام لطفي
- محمد القصاص
- عبد الرحمن سمير [3]
- عبد الرحمن فارس
- ناصر عبد الرازق عكاشه
- ناصر عبد الحميد
- سالي توما
- أحمد دومة
- ميمد شعلان [4]
- محمد عباس

## الأهداف
تحديد ملامح عقد اجتماعي جديد يتناسب مع المرحلة الانتقالية ومتطلباتها بما يضمن تحقيق كافة مكتسبات الثورة وينفذ الإرادة الشعبية.

## التصريحات
- الشرعية العليا للدولة نشأت من ثورة 25 يناير ولم تعد لدستور 71، تحققت يوم 11 فبراير بتخلي الرئيس عن السلطة وانتقالها للمجلس الأعلى للقوات المسلحة وليس لرئيس مجلس الشعب وهو ما يعني ضمنيا حل هذا المجلس وإلغاء العمل بالدستور القديم.

مطالبه في فبراير:
إدارة شئون البلاد بالمجلس الاعلي للقوات المسلحة بطريق الإشراف والمتابعة والرقابة.. أي
- التأكد من تحقيق مطالب الثورة
- حماية مشروع تحقيق المطالب الثورية من أي انحراف
- تحديد مدة زمنية من 6 أشهر ولا تزيد عن 9 أشهر كحد أقصي لتحقيق المطالب

وبناء عليه.. أن يصدر المجلس الاعلي للقوات المسلحة إعلانا دستوريا مؤقتا في متنه مدته الزمنية ينظم مرحلة الانتقال علي أن يتضمن الآتي :-
1. إلغاء الدستور القديم ووضع دستور جديد للبلاد عقب تشكيل مجلس الشعب الجديد علي أن يكون طابع هذا الدستور ديمقراطيا شعبيا ويمهد إلى جمهورية برلمانية بما يتضمن ذلك من تقليص صلاحيات رئيس الجمهورية والفصل بين السلطات وقواعد محددة للعملية الانتخابية.
2. إلغاء حالة الطوارئ والمحاكم الاستثنائية والأحكام العرفية
3. إعادة تشكيل حكومة تكنوقراط انتقالية يترأسها شخصية وطنية مدنية متوافق عليها ولها ثقة ومصداقية لدي الجمهور في حد أقصي شهر.تخفيض سن الترشح للانتخابات البرلمانية ل 25 سنة، والرئاسية ل 35 سنة
4. إطلاق حق تكوين الجمعيات والنقابات وإصدار الصحف وإنشاء وسائل الإعلام الاخري بلا قيود عدا الإخطار لجهة قضائية مختصة
5. إجراء انتخابات النقابات المهنية والعمالية والاتحادات الطلابية وفقا لقانون كل منها
6. الإفراج عن كافة المعتقلين السياسيين قبل وبعد 25 يناير.
7. حل الحزب الوطني الحاكم وتسليم جميع أمواله ومقراته للدولة.
8. إلغاء جهاز مباحث امن الدولة، وإلغاء توجيه المجندين لقطاع الأمن المركزي.
9. تنفيذ كافة الإحكام القضائية النهائية التي صدرت في الفترة السابقة مثل.. طرد الحرس الجامعي – ووقف تصدير الغاز – وإلغاء قانون 100 المنظم لانتخابات النقابات العمالية....
10. إلغاء قانون الأحزاب في غضون عشرة أيام، ووضع قانون جديد لمباشرة الحقوق السياسية خلال شهر.
11. حل كافة المجالس المحلية كما نؤكد أن تأخذ الأجهزة المحلية سلطات مضاعفة وان تصبح سلطة حقيقية في مجالاتها.
12. من يشارك في منصب في المرحلة الانتقالية لا يجوز له الترشح في أول انتخابات برلمانية أو رئاسية قادة.

## وصلات خارجية
- فيسبوك ائتلاف شباب الثورة  على فيسبوك.
- قناة يوتيوب